# Sérgio Santos (Volleyballspieler)
Sérgio Dutra Santos, genannt Serginho oder Escadinha (* 15. Oktober 1975 in Diamante do Norte) ist ein brasilianischer Volleyballspieler. Er gilt als einer des besten Liberos aller Zeiten und nahm viermal an Olympischen Spielen teil, wobei er zwei Gold- und zwei Silbermedaillen gewann. Außerdem wurde er zweimal Weltmeister.

## Karriere
Santos begann seine Karriere 1998 bei EC Palmeiras São Paulo. 2001 gab er in der Weltliga sein Debüt in der brasilianischen Nationalmannschaft, die den Wettbewerb dann auch gewann. Von 2003 bis 2007 sowie 2009 folgten weitere Siege in der Weltliga. 2002 wurde Brasilien mit Santos durch einen Erfolg im Finale gegen Russland erstmals Weltmeister. Im folgenden Jahr gewann die Nationalmannschaft mit Santos den World Cup. In der Saison 2003/04 spielte der Libero für EC Banespa. Bei den Olympischen Spielen 2004 gewann Santos mit Brasilien durch einen Sieg gegen Italien die Goldmedaille. Anschließend wurde er vom italienischen Erstligisten Copra Piacenza verpflichtet. Mit dem Verein siegte er im Top Teams Cup 2006. Im gleichen Jahr verteidigte Brasilien bei der WM in Japan durch einen Sieg gegen Polen den Titel. 2007 gelang der Nationalmannschaft außerdem vor heimischem Publikum der Erfolg bei den Panamerikanischen Spielen. Im folgenden Jahr erreichte Santos mit Piacenza das Finale der Champions League gegen Dinamo Tattransgas Kasan. Anschließend nahm der Libero zum zweiten Mal am olympischen Turnier teil, das für den Titelverteidiger im Endspiel gegen die USA endete. Anschließend verließ Santos die italienische Liga und spielte zunächst für Santander S. Bernardo, ehe er zu SESI São Paulo kam. 2011 wurde er mit São Paulo Brasilianischer Meister und mit der Nationalmannschaft Südamerikameister. Bei den Olympischen Spielen 2012 in London gewann er mit Brasilien erneut die Silbermedaille. 2015 gewann er zum siebten Mal die Südamerikameisterschaft. 2016 beendete Santos in Rio de Janeiro mit seinem zweiten Olympiasieg seine Nationalmannschaftskarriere.
Santos wurde in seiner Karriere vielfach als „Wertvollster Spieler (MVP)“, „Bester Libero“ bzw. „Bester Abwehrspieler“ ausgezeichnet.